# وادي خلب
وادي خُلَب يُعدُّ واحداً من أهم الأودية في شبه الجزيرة العربية، كما أنهُ يعدُّ واحداً من أهم أودية تهامة السعودية. يقع وادي خلب في منطقة جازان جنوب غربي السعودية، وينبع من جبال اليمن الواقعة على الحدود اليمنية السعودية وتحديداً شرق قرية البتول ملتفاً خلف جبل النضير شرقاً وحتى ساحل البحر الأحمر غرباً حيث يصب في شاطى الفروش الواقع على البحر، ومن أهم روافده وادي دهوان. ومن أهم المدن التي تقع على ضفتيه الخوبة التي تعتبر المركز الإداري لمحافظة الحرث ومدينة أحد المسارحة المركز الإداري لمحافظة المسارحة، ويلي ذلك قرية المنجارة ورمادة خلب وقرية الدغارير، ومن أبرز معالمه العين الحارة التي تقع بجوار الطريق المؤدي إلى وادي دهوان، ويعد الوادي من أجمل الأماكن في منطقة جازان ولا سيما الجزء الواقع منه في بلاد الحرث.